# Ricky Martin (album, 1991)
Ricky Martin je debutové album portorického zpěváka Rickyho Martina, které vyšlo 6. listopadu 1991 u Sony Discos. Celosvětově se prodalo přes 500 000 kopií.

## Seznam písní
1. "Fuego Contra Fuego" – 4:13
2. "Dime Que Me Quieres (Bring a Little Lovin)" – 3:14
3. "Vuelo" – 3:50
4. "Conmigo Nadie Puede (Comigo Ninguém Pode)" – 3:17
5. "Te Voy a Conquistar (Vou Te Conquistar)" – 4:15
6. "Juego de Ajedrez" – 2:43
7. "Corazón Entre Nubes (Coração Nas Nuvens)" – 3:39
8. "Ser Feliz" – 4:38
9. "El Amor de mi Vida" – 4:56
10. "Susana" – 4:54
11. "Popotitos" – 3:17